# Crastes
 Crastes  là một xã thuộc tỉnh Gers trong vùng Occitanie tây nam nước Pháp. Xã này có độ cao trung bình 245mét trên mực nước biển.
Sông Auroue bắt nguồn ở đây.